# Иверномон
Иверномо́н (фр. Yvernaumont) — коммуна во Франции, находится в регионе Шампань — Арденны. Департамент — Арденны. Входит в состав кантона Флиз. Округ коммуны — Шарлевиль-Мезьер.
Код INSEE коммуны — 08503.
Коммуна расположена приблизительно в 195 км к северо-востоку от Парижа, в 85 км севернее Шалон-ан-Шампани, в 12 км к югу от Шарлевиль-Мезьера.

## Население
Население коммуны на 2008 год составляло 140 человек.
| 1962 | 1968 | 1975 | 1982 | 1990 | 1999 | 2008 |
| ---- | ---- | ---- | ---- | ---- | ---- | ---- |
| 93   | 110  | 110  | 118  | 117  | 142  | 140  |

## Экономика
В 2007 году среди 90 человек в трудоспособном возрасте (15—64 лет) 76 были экономически активными, 14 — неактивными (показатель активности — 84,4 %, в 1999 году было 63,8 %). Из 76 активных работали 73 человека (38 мужчин и 35 женщин), безработными были 3 женщины. Среди 14 неактивных 4 человека были учениками или студентами, 6 — пенсионерами, 4 были неактивными по другим причинам.

## Фотогалерея

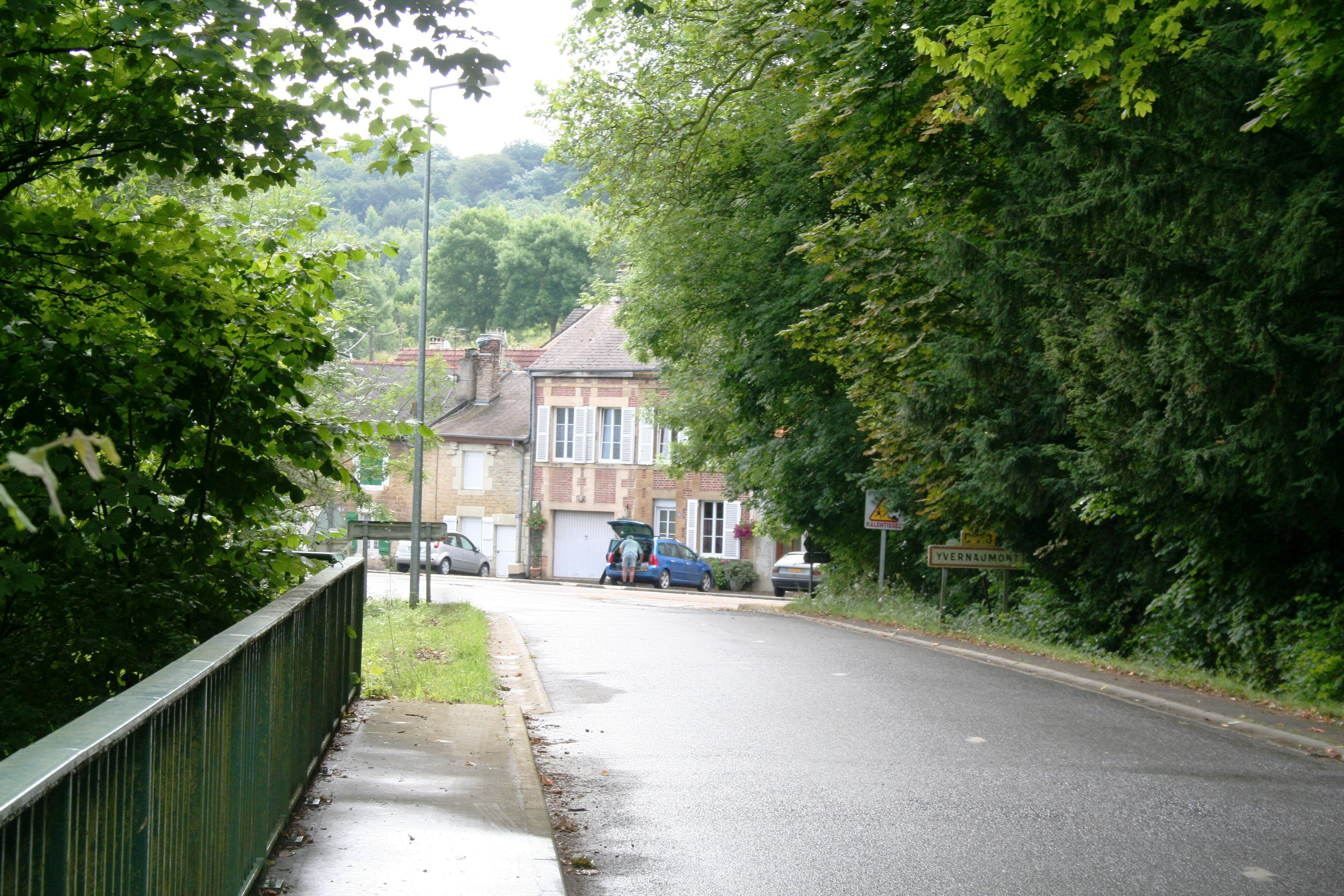
Иверномон
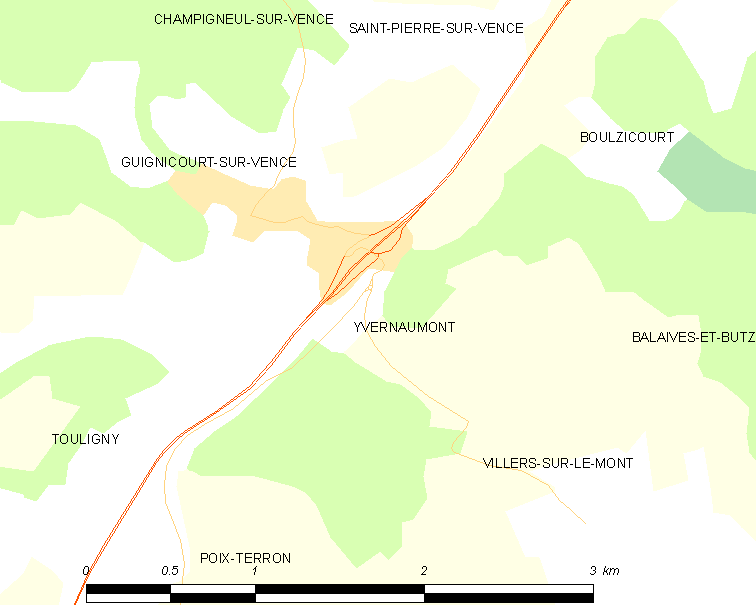
Карта коммуны